# Celerena siamica
Celerena siamica är en fjärilsart som beskrevs av Swinhoe 1903. Celerena siamica ingår i släktet Celerena och familjen mätare. Inga underarter finns listade i Catalogue of Life.